# Acacia aumentacea
Acacia aumentacea é uma espécie de leguminosa do gênero Acacia, pertencente à família Fabaceae.